# Chamoy
Chamoy är en kommun i departementet Aube i regionen Grand Est (tidigare regionen Champagne-Ardenne) i nordöstra Frankrike. Kommunen ligger i kantonen Ervy-le-Châtel som ligger i arrondissementet Troyes. År 2022 hade Chamoy 503 invånare.

## Befolkningsutveckling
Antalet invånare i kommunen Chamoy
Referens: INSEE